# Jogos dos Pequenos Estados da Europa de 1991
O IV Jogos dos Pequenos Estados da Europa foram realizados em 1991 no Principado de Andorra.
| Ordem | País          | Medalha de ouro | Medalha de prata | Medalha de bronze | Total |
| ----- | ------------- | --------------- | ---------------- | ----------------- | ----- |
| 1     | Islândia      | 27              | 19               | 18                | 64    |
| 2     | Luxemburgo    | 23              | 22               | 15                | 60    |
| 3     | Chipre        | 22              | 16               | 23                | 61    |
| 4     | Monaco        | 8               | 13               | 14                | 35    |
| 5     | San Marino    | 1               | 2                | 5                 | 8     |
| 6     | Malta         | 1               | 2                | 4                 | 7     |
| 7     | Andorra       | 0               | 5                | 9                 | 14    |
| 8     | Liechtenstein | 0               | 3                | 3                 | 6     |